# Mezzovico-Vira
Mezzovico-Vira je obec ve švýcarském kantonu Ticino, okresu Lugano. Žije zde přibližně 1 400 obyvatel.

## Geografie

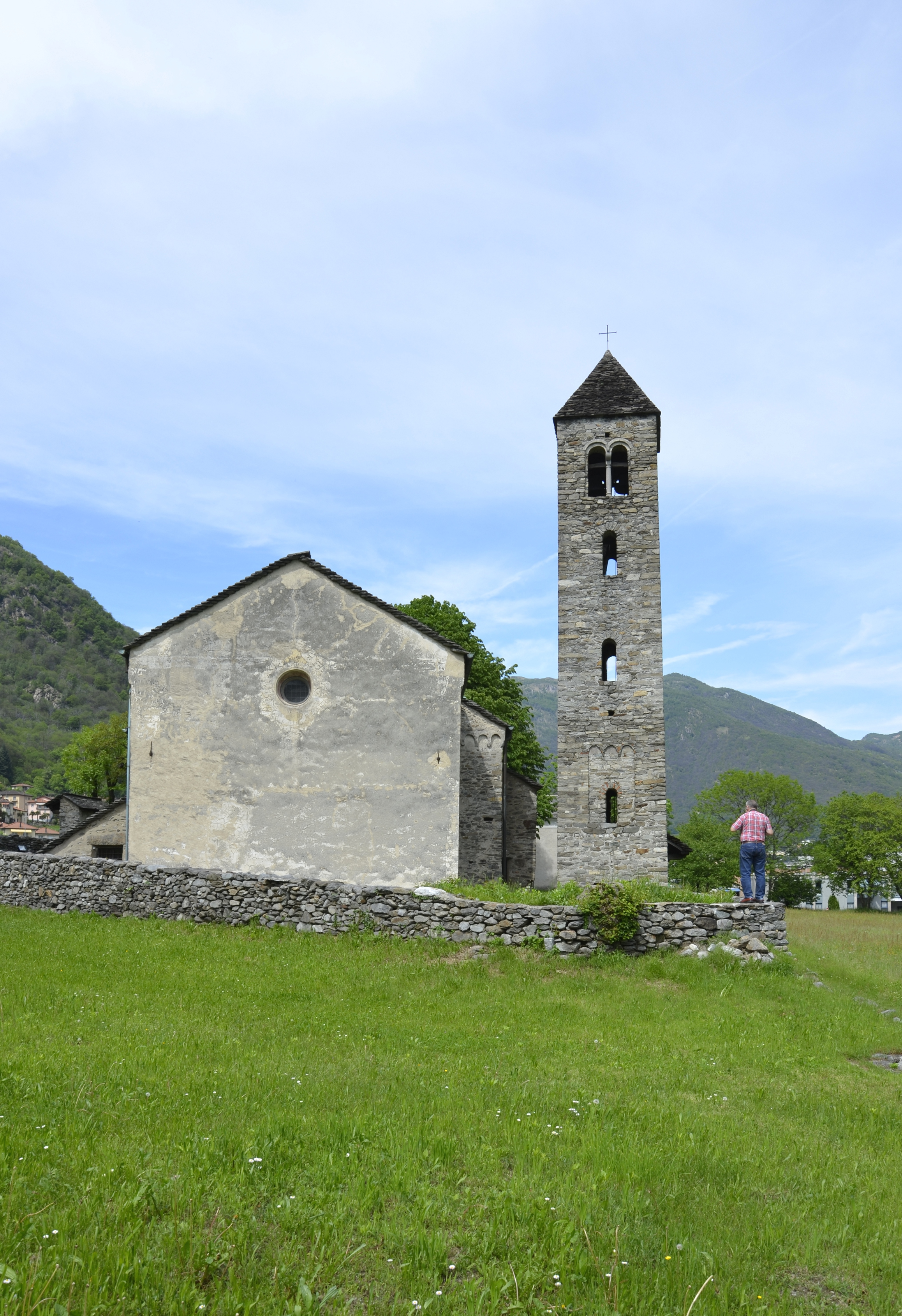
Kostel S. Mamete

Obec leží v nadmořské výšce 460 metrů na pravém břehu řeky Vedeggio, asi 10 km severně od Lugana.
Sousedními obcemi jsou Monteceneri na severu, Capriasca na východě, Alto Malcantone a Torricella-Taverne na jihu a Gambarogno na západě.

## Historie
Vesnice byla osídlena již v předřímské době; obě čtvrti jsou poprvé zmiňovány v listinách z roku 1335 jako Medio Vico a Vira. Ve středověku patřilo Mezzovico k údolí Carvina, které zahrnovalo vesnice horního Vedeggia severně od Sigirina. Světským a duchovním centrem bylo Bironico. Mezzovico a Vira tvořily vždy jednu farnost, ale v duchovních záležitostech byly odděleny. V roce 1838 byl kostel S. Antonio v obci Vira povýšen na farní kostel. Druhý farní kostel S. Mamete, který patří k farnosti Mezzovico, pochází z románské doby. Ve 12., 15. a 16. století byl rozšířen. V posledních desetiletích 20. století byla na planině, kterou protéká řeka Vedeggio, dálnice, kantonální silnice a železnice, postavena řada průmyslových a obchodních budov. Tento rozvoj je způsoben růstem luganské aglomerace, která zasahuje do údolí Vedeggio, a blízkostí dálničního příjezdu a železniční stanice Rivera.
Dne 25. listopadu 2007 schválili voliči pěti obcí sloučení sedmi obcí v údolí řeky Vedeggio: Bironico, Camignolo, Medeglia, Rivera a Sigirino se tak měly sloučit do obce Monteceneri. Isone a Mezzovico-Vira sloučení odmítly. V důsledku toho se Státní rada rozhodla nepožádat Velkou radu kantonu Ticino o nucené sloučení obou obcí, které odmítly sloučení. Obec Mezzovico-Vira si tak zachovala svou nezávislost a je téměř zcela obklopena obcí Monteceneri.

## Obyvatelstvo
| Rok            | 1591 | 1801 | 1850 | 1900 | 1950 | 1970 | 1980 | 1990 | 2000 | 2010 | 2020 |
| Počet obyvatel | 775  | 345  | 465  | 467  | 493  | 526  | 575  | 828  | 914  | 1174 | 1387 |

## Hospodářství a doprava

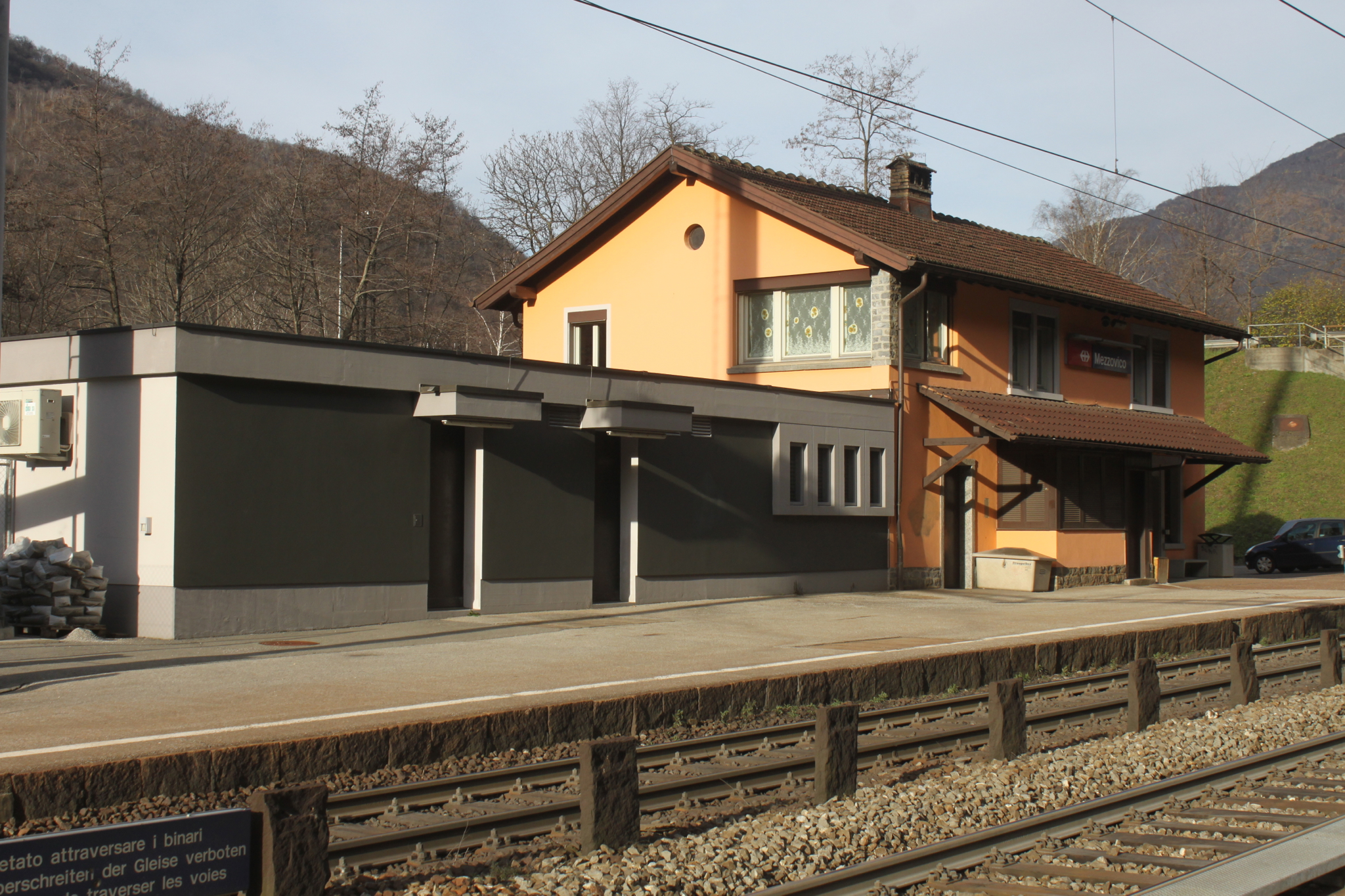
Železniční stanice Mezzovico

Obcí prochází Gotthardská dráha a dálnice A2. Tradiční zemědělství bylo založeno na pastevectví na alpských a horských pastvinách v okolních horách. Ve 20. století se však na dně údolí usadila také řada obchodních a průmyslových podniků, a to díky dobrému dopravnímu spojení a blízkosti luganské aglomerace.